# Bujan (stacja kolejowa)
Bujan (ukr. Буян) – stacja kolejowa w miejscowości Kodra, w rejonie buczańskim, w obwodzie kijowskim, na Ukrainie. Stacja krańcowa ślepej linii ze Spartaku.
Obecnie stacja wykorzystywana jest tylko w ruchu towarowym.